# Ampelisca schellenbergi
Ampelisca schellenbergi är en kräftdjursart som beskrevs av Robert Alan Shoemaker 1933. Ampelisca schellenbergi ingår i släktet Ampelisca och familjen Ampeliscidae. Inga underarter finns listade i Catalogue of Life.